# Eseménytér
A valószínűségszámításban az eseménytér egy véletlen kísérlet  lehetséges kimeneteleit tartalmazza. Az ezeket egyelemű halmazokként tartalmazó események az elemi események. Szokták pontatlanul, a matematikai szabatosságot félretéve magukat a kimeneteleket is elemi eseménynek nevezni. Általában az eseményteret {\displaystyle \Omega }-val jelöljük. 
A véletlen kísérletek leírására szükséges egy valószínűségi tér az az eseménytéren értelmezve. Ez határozza meg az eseményeket, és ez adja meg a valószínűségüket. Többfázisú véletlen kísérlet eredménye döntési fával szemléltethető.

## Példák

### Kockadobás
Kísérlet: Egy szabályos dobókockát feldobunk és megvizsgáljuk, hogy milyen értékeket kaphatunk eredményül.
A kockadobás eredménye lehet 1-es, 2-es, 3-as, 4-es, 5-ös és 6-os, így ebben a kísérletben {\displaystyle \Omega =\{1,2,3,4,5,6\}}.

### Érmedobás
Kísérlet: Egy szabályos pénzérmét feldobunk és megvizsgáljuk, hogy milyen értékeket kaphatunk eredményül.
Az érmedobás eredménye lehet fej vagy írás, így ebben a kísérletben {\displaystyle \Omega =\{F,I\}}.
Két megkülönböztethető érmével való egyidejű dobás eredménye {\displaystyle \Omega =\{FF,FI,IF,II\}}.

### Kártyahúzás
Vannak események, amelyekhez több eseménytér is definiálható. Például egy kártya kihúzásakor figyelhetjük az értékét (ász, 2, 3, …) vagy a színét (treff, pikk, kőr, káró). Az összes lehetséges esemény felsorolása mind a színt, mind az értéket figyelembe veszi. A megfelelő eseménytér az előbbi két eseménytér szorzataként kapható meg.

## Jelentősége
Diszkrét események esetén Laplace nyomán feltétlenül ismerni kell az eseménytér számosságát. Egy {\displaystyle (\Omega ,\Sigma ,P)} valószínűségi tér alaphalmaza eseménytér, ezen definiálva van egy {\displaystyle \Sigma } σ-algebra, az eseményalgebra; és a {\displaystyle P} valószínűségi mérték.

## Rokon fogalmak
A statisztikában hasonló jelentőséggel bír az eredménytér. 
A szakirodalomban nem különböztetik meg mindig matematikai pontossággal az eseményrendszert, az eredményteret (mértéktéri értelemben) és az eredményteret, így előfordul, hogy az eredményteret is eseménytérnek hívják.

## Fordítás
Ez a szócikk részben vagy egészben  az   Ergebnisraum című német Wikipédia-szócikk fordításán alapul.  Az eredeti cikk szerkesztőit annak laptörténete sorolja fel. Ez a jelzés csupán a megfogalmazás eredetét és a szerzői jogokat jelzi, nem szolgál a cikkben szereplő információk forrásmegjelöléseként.